# Cantón de Durban-Corbières
El cantón de Durban-Corbières era una división administrativa francesa, que estaba situada en el departamento de Aude y la región de Languedoc-Rosellón.

## Composición
El cantón estaba formado por catorce comunas:
- Albas
- Cascastel-des-Corbières
- Coustouge
- Durban-Corbières
- Embres-et-Castelmaure
- Fontjoncouse
- Fraissé-des-Corbières
- Jonquières
- Quintillan
- Saint-Jean-de-Barrou
- Saint-Laurent-de-la-Cabrerisse
- Thézan-des-Corbières
- Villeneuve-les-Corbières
- Villesèque-des-Corbières

## Supresión del cantón de Durban-Corbières
En aplicación del Decreto n.º 2014-204 de 21 de febrero de 2014, el cantón de Durban-Corbières fue suprimido el 22 de marzo de 2015 y sus 14 comunas pasaron a formar parte del nuevo cantón de Las Corbières (de marzo de 2015 a enero de 2016 llamado Cantón de Fabrezan).